# Charlotte Bon
Charlotte Ingrid Bon is een Nederlandse violiste. 
Bon studeerde af met het solistendiploma aan het Amsterdams Conservatorium bij Jeannelotte Hertzberger toen ze 21 jaar was. Daarna studeerde ze verder bij Herman Krebbers en Joseph Calvet in Parijs. 
Als soliste speelde Bon onder andere het Heidelberger Kammerorchester, het kamerorkest The Masterplayers, het Residentie Orkest en het Nederlands Studenten Orkest. Ze speelde onder meer in Duitsland, Finland, Zweden, Zwitserland, de Verenigde Staten, Mexico en Italië. 
In 1978 kreeg Bon de Zilveren Vriendenkrans van de Vereniging Vrienden van het Concertgebouw. Ze vormde jaren een vast duo met de pianist Ronald Brautigam. Met deze pianist nam ze een lp op met de titel Romantische Vioolsonaten (1980). Op dit moment is Bon vooral actief op populair klassiek terrein: ze is oprichtster en muzikaal leidster van het Wiener Melange orkest, waarmee zij in 1995 de cd Charlotte Bon & Wiener Melange opnam, met werken van o.a Strauss, Kreisler.
Charlotte Bons broers Maarten Bon en Willem Frederik Bon waren beiden pianist en componist. Haar zuster Marja Bon is eveneens pianiste.